# Sala Central de Comandament
La Sala Central de Comandament, o SCC, és l'organisme dels Mossos d'Esquadra, amb rang d'àrea, que centralitza en temps real tota la informació de les incidències policials de Catalunya i coordina la policia catalana amb els serveis de Protecció Civil i Bombers. Excepcionalment mobilitza els recursos policials necessaris per a dispositius, operacions o incidències d'especial rellevància. Orgànicament depèn directament del màxim responsable operatiu de la policia catalana: la Subdirecció Operativa de la Policia.

## Funcions
Segons l'article 190 del Decret 243/2007 les tasques que ha de desenvolupar aquesta àrea són les següents:
1. Ser l'enllaç operatiu amb altres cossos policials en l'àmbit de responsabilitat de la Subdirecció Operativa de la Policia, llevat dels assumptes relacionats amb la investigació de delictes.[2]
2. Ser l'enllaç operatiu i interlocutor corporatiu de la coordinació entre la Policia de la Generalitat - Mossos d'Esquadra i els operadors i operadores que intervenen en els àmbits d'extinció d'incendis i salvaments i protecció civil.
3. Comunicar les incidències rellevants als responsables de la Direcció General de la Policia i comandaments de la Policia de la Generalitat i, quan s'escaigui, als màxims responsables del Departament.
4. Proposar els procediments de treball a aplicar en l'activitat de les sales de comandament.
5. Definir les necessitats i requeriments quan a millora, així com la proposta de nous procediments, en relació als aplicatius informàtics necessaris per a l'exercici de les funcions pròpies de les sales de comandament.
6. Coordinar la instal·lació de les sales de comandament avançat i taules de crisi, amb el suport, si s'escau, d'altres unitats de la Policia de la Generalitat - Mossos d'Esquadra.
7. Identificar i proposar les necessitats organitzatives i tecnològiques per garantir la coordinació operativa en temps real entre la Policia de la Generalitat - Mossos d'Esquadra i altres operadors de la seguretat pública.
8. La coordinació i supervisió d'operacions i de sales de comandament.
9. Excepcionalment, la mobilització i el comandament dels recursos operatius que intervinguin en dispositius, operacions o incidències d'especial rellevància que així es determini.
10. Les altres funcions que se li encomanin.

Les funcions de la Sala Central de Comandament són, bàsicament, coordinar les altres sales de comandament de les nou regions policials de Catalunya. En segon lloc és la responsable d'activar els serveis policials especialitzats centrals per enviar-los al territori si es dona el cas, com per exemple unitats de la Brigada Mòbil. També fa requeriments a altres cossos operatius catalans. Funciona les 24 hores del dia en tres torns de treball: en cadascun d'ells hi ha entre quinze i vint mossos que gestionen la sala, tres caps de sala operatius normalment amb el rang de caporal (un per trànsit, un per les trucades i un de suport al cap de torn), i comandant aquelles vuit hores hi ha un cap de torn normalment amb el rang de sotsinspector. Les trucades externes arriben a la sala prèviament filtrades per un dels dos centres 112, que les deriven al cos adequat: Bombers, SEM, Mossos, Agents Rurals…
El paper central d'aquesta àrea queda palès en el seu alt nivell d'activitat. L'any 2008 va gestionar 714.339 incidents, va realitzar 1.114.382 serveis, de mitjana va controlar diàriament 1.650 dotacions policials, va participar en un total de 7 simulacres juntament amb altres agències, i va participar en 30 grans dispositius. Les eines de treball d'una àrea policial com aquesta que treballa amb informació i en circumstàncies d'immediatesa són els ordinadors, les pantalles de seguiment, els mapes, les càmeres del trànsit repartides pel país, i els aparells de comunicacions com ara telèfons i ràdios.

## Estructura
La Sala Central de Comandament és un organisme policial amb rang d'àrea. La sala està situada físicament al Complex Egara, a Sabadell. El comandament està en mans d'un cap, normalment amb el rang d'intendent o inspector, i d'un sotscap (subordinat a les ordres del primer) d'un rang inferior. Internament la SCC s'estructura en quatre unitats:
- Unitat Operativa: Composta pels operadors de la sala, aquesta unitat supervisa en temps real l'actuació policial que desenvolupen les regions policials i avisa els comandaments o fins i tot les personalitats polítiques dels esdeveniments més importants. Gestionen l'activació dels efectius centrals més especialitzats així com els efectius responsables del trànsit de l'àrea metropolitana de Barcelona.
- Unitat d'Emergències: Composta per altres operadors, aquesta unitat s'encarrega d'establir les sales de comandament avançat o taules de crisi per a la realització de grans dispositius (com ara tours ciclístics, el Ral·li de Catalunya...) o dels plans d'emergència catalans quan aquests s'activen. Habitualment practica les seves funcions mitjançant la realització de simulacres.
- Unitat Tècnica i de Suport: Estudia prèviament els diversos projectes que ha de realitzar la SCC, assessora el cap de l'àrea i ofereix suport tècnic i personal a les altres unitats.
- Sala de Coordinació Interpolicial de Catalunya: És una sala amb agents dels Mossos, la Guàrdia Civil i el Cos Nacional de Policia que coordina operativament els tres cossos quan calen.